# 河合豊彰
河合 豊彰（かわい とよあき、1932年 - 2007年1月11日）は、日本の折り紙作家。

## 経歴
1932年、東京に生まれる。「河合豊彰創作折り紙研究会」を主宰し、各地で創作折り紙の指導を行った。創作おりがみはリアリティーのある作風で、「おきな」や「はんにゃ」の面などが代表作。
カラーブックスの『おりがみ』『おりがみ入門』は30万部以上のベストセラーとなった。
布施知子、カネガエ・マリ、松尾貴史らに影響を与えた。

## 著書
- 『おりがみ集』 渡辺誠 写真 鳳山社 1964
- 『創作折り紙』 第1～第5、高橋書店 1970
- 『おりがみ』 保育社〈カラーブックス〉 1970
- 『おりがみ』 保育社〈カラーブックスデラックス版〉 1973
- 『折り紙の雛』 主婦と生活社 1973
- 『おりがみ 2 : 童話をテーマとして』 保育社〈カラーブックス〉 1974
- 『折り紙全書』 主婦と生活社 1974
- 『おりがみ入門 : 伝承から創作へ』 保育社〈カラーブックス〉 1975
- 『ファミリーおりがみ』 佼成出版社 1975
- 『伝承折り紙読本』 黎明書房〈指導者の手シリーズ〉 1975
- 『うごくおりがみ : 創作おりがみあそび』 主婦と生活社 1977.5
- 『おりがみのおもちゃ : 創作おりがみあそび』 主婦と生活社 1977.5
- 『おりがみのどうぶつ : 創作おりがみあそび』 主婦と生活社 1977.5
- 『みんなのおりがみ』 集英社〈モンキー文庫〉 1978.1
- 『創作おりがみ』 保育社〈カラーブックス〉 1979.9
- 『おりがみ』 保育社〈ジュニア図鑑〉 1981.12
- 『おりがみ歳時記 春』 保育社 1985.6
- 『おりがみ歳時記 夏』 保育社 1985.8
- 『おりがみ歳時記 秋』 保育社 1985.11
- 『おりがみ歳時記 冬』 保育社 1986.1
- 『伝承折り紙読本 新装版』 黎明書房〈指導者の手帖〉 1986.3
- 『おりがみ・あやとり百科 : 作る・遊ぶ・育つ豊かな心 ふれあい伝承あそび』 学習研究社〈学研こどもの本特選シリーズ〉 1986.11
- 『だれでも折れる伝承折り紙入門』 黎明書房〈遊びのアイディア〉 1996.2
- 『おりがみ : 基本から創作まで 復刻版』 保育社〈カラーブックス〉 2010.8